# جنایت پل مدیریت تهران
جنایت پل مدیریت تهران رویدادی‌ست که ساعت ۵/۲ بعدازظهر چهارشنبه، ۱۵ تیرماه سال ۱۳۹۰ روی پل عابر پیاده پل مدیریت تهران رخ داد و در آن پسر دانشجویی به نام کوشا پارسا (۲۲ ساله) همکلاسی خود به نام مهسا امین‌فروغی (۲۲ ساله) را با ۲۶ ضربه چاقو به قتل رساند. هر دوی آن‌ها دانشجوی سال آخر رشته ادبیات فارسی در دانشگاه علامه طباطبایی بودند. گفته می‌شود این قتل به دلیل پاسخ منفی مهسا امین‌فروغی به ایجاد رابطه با کوشا پارسا رخ داده‌است.
ظاهراً دختر دانشجوی دیگری که در رشته مترجمی زبان انگلیسی تحصیل می‌کرد، نیز در روز چهارشنبه، ۱۳ دی‌ماه ۱۳۸۵ در نزدیکی این مکان (زیر پل مدیریت) به قتل رسیده بود.

## شرح ماجرا
در روز حادثه، کوشا پارسا، مهسا امین‌فروغی و دوست همکلاسی‌اش را با موتورسیکلت تعقیب می‌کند و زمانی که آن‌ها روی پل عابر پیاده هستند، با پوشاندن صورتش به آن‌ها حمله می‌کند. پس از آن قاتل با دستان خون‌آلود سعی می‌کند خود را به موتورسیکلتی در پایین پل برساند، اما در حلقه رهگذران خشمگین گرفتار می‌شود. شاهدان این حادثه که اغلب از ساکنان «محله» یا کسبه ده ونک هستند ضارب را محاصره و دستگیر می‌کنند و بلافاصله قربانی را با اولین وسیله نقلیه ممکن (یک وانت) به بیمارستان منتقل می‌کنند. در این حادثه، مهسا امین‌فروغی جان سپرد و دختری که همراه او بود، از ناحیه هر دو دست مجروح شد.

## اظهارات کوشا پارسا
قاتل که ۲۲ سال دارد در صحنه جنایت دستگیر شد و تحقیقات نشان داد وی دانشجویی به نام «کوشا پارسا» است و علاقه زیادی به مهسا داشته‌است. کارشناسان پزشکی قانونی پس از بررسی‌های تخصصی، او را سالم دانستند. این پسر در بازجویی‌ها ادعا کرد مهسا نه‌تنها وی را دوست نداشته بلکه مسخره‌اش می‌کرد و همین باعث شد تا تصمیم بگیرد وی و خودش را از بین ببرد. کوشا گفت:
هیچ امیدی برای آینده‌ام نداشتم. مرگ بهترین انتخاب برای من بود به‌خاطر همین می‌خواستم مهسا را که عشق من را به نفرت تبدیل کرده بود کشته سپس خودم را از بین ببرم. چون دانشگاه‌ها تعطیل بود بارها جلوی دانشگاه علامه طباطبایی کمین کردم تا وقتی مهسا، برای دیدن نمراتش به آنجا می‌آید او را به قتل برسانم تا اینکه روز چهارشنبه او را دیدم و تا روی پل مکانیزه دنبالش کردم.

او در اظهارات دیگری گفت:
 از این ماجرا بشدت ناراحتم و از قتل مهسا پشیمانم چراکه نمی‌خواستم او کشته شود. هنوز هم نمی‌دانم چرا چنین کاری کردم و از خانواده او خجالت می‌کشم که تا آخر عمر داغدارشان کردم. اما هنوز هم می‌گویم من مهسا را خیلی دوست داشتم در این مدت خیلی‌ها به من گفتند چرا به خاطر یک دختر دست به چنین جنایتی زدم اما خودم هم نمی‌دانم. با این حال دو سال قبل که او را دیدم با خود گفتم او تنها کسی است که می‌تواند خوشبختم کند. اما وقتی با پاسخ‌های سرد و منفی‌اش روبه‌رو شدم با خودم گفتم بالاخره آنقدر تلاش می‌کنم تا نظرش را جلب کنم. اما او هیچ توجهی به من نداشت و نه تنها نظرش تغییر نکرد بلکه از رفتار و حرکاتش این‌طور متوجه می‌شدم که مرا مضحکه قرار داده است. کم‌کم احساس کردم دوستان خودم هم به خاطر بی‌توجهی‌های مهسا مرا مسخره می‌کنند غرورم شکسته بود و این بدترین حسی بود که در زندگی تجربه می‌کردم. با گذشت زمان کینه‌ام از این دختر بیشتر شد و دنبال راهی برای انتقام‌جویی می‌گشتم چرا که با خود می‌گفتم باید ثابت کنم هنوز هم غرور و شخصیتم را حفظ کرده‌ام. به همین خاطر فکر انتقام از او هر روز در من پررنگ‌تر می‌شد تا بالاخره روزی را برای این کار انتخاب کردم که می‌دانستم شیرین‌ترین روز زندگی مهسا است. او بی‌صبرانه در انتظار دریافت نتیجه زحمات ۴ سال تحصیلش در دانشگاه و تدارک جشن فارغ‌التحصیلی بود.

## اظهارات پدر کوشا پارسا
پدر کوشا که ۶ روز پس از جنایت هولناک خود را به تهران رسانده بود، در حالی که ادعا می‌کرد از جنایت پسرش بی‌خبر بوده، با حضور در اداره دهم پلیس آگاهی تهران، خواستار ملاقات با پسرش شد. وی که از شنیدن خبر به شدت شوکه بود، گفت:
باورم نمی‌شود پسرم کوشا چنین کاری کرده باشد. او پسر درسخوان و آرامی بود و هرگز خلافی از او ندیده بودیم. او هفته گذشته به ما گفت شاید چند روزی به مسافرت برود تا از خستگی امتحانات دانشگاه درآید اما هرگز تصور نمی‌کردیم چنین حادثه‌ای رخ داده باشد. ضمن اینکه ما خانواده‌ای تحصیلکرده و آرام هستیم. هنوز هم در شوک هستیم.

## بی‌اطلاعی رئیس دانشگاه علامه طباطبایی
صدرالدین شریعتی، رئیس دانشگاه علامه طباطبایی دربارهٔ این قتل اظهار بی‌اطلاعی کرد و گفت: احتمال می‌رود دانشجوی دختری که این حادثه برایش رخ داده است تهرانی باشد، چون دانشجویان دختر دانشگاه علامه طباطبایی که ساکن شهرستان هستند بلیط تهیه کرده و به شهرستان خود عازم شده‌اند.

## حضور سید محمد خاتمی در مراسم ختم
سید محمد خاتمی در مراسم ختم مهسا امین‌فروغی حضور یافت.

## اعدام کوشا پارسا

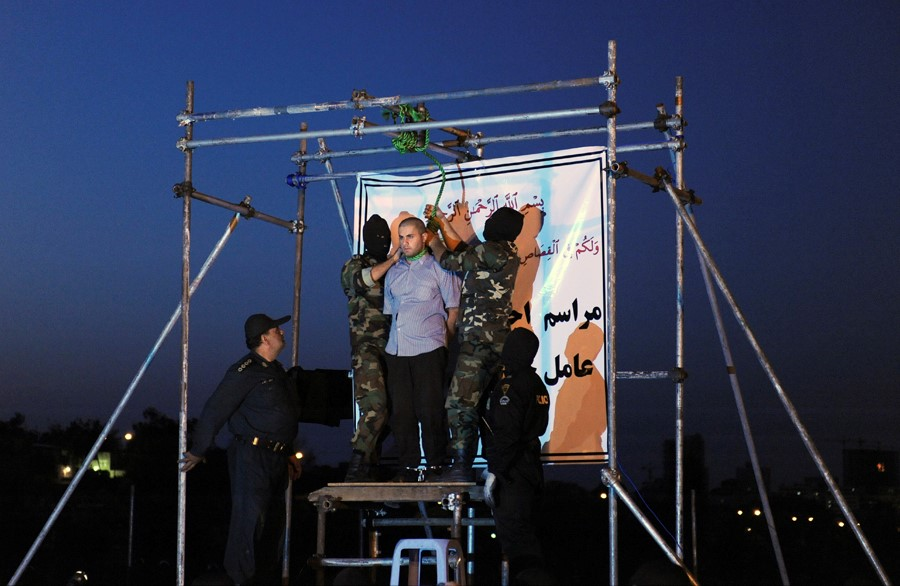
حلقه دار بر گردن کوشا پارسا (عامل جنایت) لحظاتی پیش از اعدام

کوشا پارسا روز سه‌شنبه، ۲۲ شهریور ۱۳۹۰ اعدام شد.